# 草笛光子
草笛 光子（くさぶえ みつこ、1933年〈昭和8年〉10月22日 - ）は、日本の女優。本名：栗田 光子（くりた みつこ、出生姓は富田）。
神奈川県横浜市神奈川区出身。草琇舎（そうしゅうしゃ）所属。オスカープロモーションと業務提携している。
神奈川県立横浜平沼高等学校卒業（49期）。妹は富田恵子。作曲家の芥川也寸志は元夫。

## 来歴・人物
4人兄弟の長女。妹（第2子）は富田恵子。

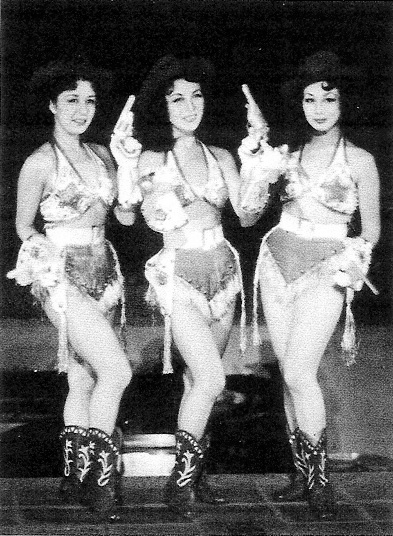
1952年、SKDの舞台にて「スリーパールズ」（左から、草笛、深草笙子、淡路恵子）

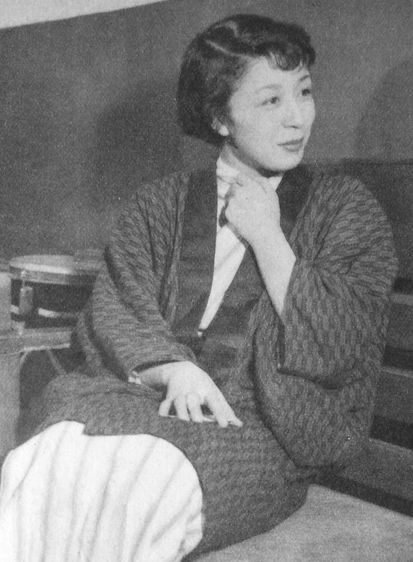
1954年

虚弱傾向を克服するため、小学生からバレエを始める。1950年に松竹歌劇団（SKD）に5期生として入団し、淡路恵子、深草笙子と共に「スリーパールズ」を結成。豊かな歌唱力を持ち味とした。SKD在籍中の1953年、松竹（松竹京都撮影所）から映画『純潔革命』で銀幕デビューも果たした。
その後1954年にSKDを退団し、1956年からの東宝専属を経て様々な分野で活動する。
特に1958年から日本テレビで放送されたテレビ黎明期の音楽バラエティで自らの冠司会番組でもある『光子の窓』では、洋窓から顔をのぞかせてテーマ曲を歌うオープニングが注目を集め、人気を博した。1960年に作曲家の芥川也寸志と結婚するも、2年で離婚した。
華やかな貴婦人からうらぶれた婦人まで多彩な役柄を演じ、『社長シリーズ』をはじめとする東宝喜劇に多数出演した。
市川崑の監督作品とも縁が深く、金田一耕助シリーズでは『犬神家の一族』（1976年）の犬神梅子役を筆頭にシリーズ全てに出演した（2006年公開のリメイク版にも出演）。
日本ミュージカル界のパイオニアでもあり、数々の大作に出演（『私はシャーリー・ヴァレンタイン』などで芸術祭賞を3度受賞）。
1999年には紫綬褒章、2005年には旭日小綬章、2013年に第48回紀伊國屋演劇賞・個人賞、永年の舞台の功績に対して2014年に第39回菊田一夫演劇賞・特別賞、2020年に毎日芸術賞をそれぞれ受賞した。
テレビドラマでは石井ふく子プロデュース作品や橋田壽賀子脚本作品にたびたび起用された。
長らくフリーで活動してきたが、マネージメントを担当していた母親が亡くなったことなどから、2009年10月1日付けでオスカープロモーションと契約した。
愛犬家としても知られ、自身が飼っている黒のラブラドール・レトリバー「まろ」とともにテレビに出演することもあった。
岸惠子とは女学校時代からの友人であり、八千草薫や黒柳徹子とも親交がある。

## 出演

### 映画
- 純潔革命（1953年） - 牧原溪子
- 春の若草（1954年）
- 別離（1954年） - 飯島まゆみ
- 恋愛パトロール（1954年）
- 哀愁日記（1955年） - 坪内志津子
- 修善寺物語（1955年）-若狭局
- 大学は出たけれど（1955年） - 沢田時子
- かりそめの唇（1955年）
- 絵島生島（1955年） - 宇津
- ここに泉あり（1955年） - 小野冴子
- 伝七捕物帖 女郎蜘蛛（1955年）
- 第二の恋人（1955年）
- 白い橋（1956年）
- 忘却の花びら（1957年） - 一宮葵
- 忘却の花びら 完結篇（1957年） - 一宮葵
- 大当り三色娘（1957年） - 板倉英子
- 大学の侍たち（1957年） - 小柴晴美
- 青い山脈（1957年） - 北原
- 東京の休日（1958年） - バレーの踊り子・F
- 花嫁三重奏（1958年） - 西村照子
- 愛情の都（1958年） - 森本美也子
- 暗黒街の顔役（1959年）
- 上役・下役・ご同役（1959年） - 池貝三千代
- ぼんち（1960年） - 幾子
- 夜の流れ（1960年） - 一花
- 娘・妻・母（1960年） - 谷薫（次女）
- 山のかなたに（1960年） - 村田芳子
- がめつい奴（1960年） - 小山田初江
- 名もなく貧しく美しく（1961年） - 片山信子
- 社長シリーズ
  - 続・社長道中記（1961年） - 芸者・〆丸
  - 続サラリーマン忠臣蔵（1961年） - 一文字才子
  - 社長洋行記（1962年） - 松原あぐり
  - 続・社長洋行記（1962年） - 松原あぐり
  - サラリーマン清水港（1962年） - マダム千代子
  - 続サラリーマン清水港（1962年） - マダム千代子
  - 社長外遊記（1963年） - マダム麻耶子
  - 続・社長漫遊記（1963年） - 芸者・桃竜
  - 続・社長忍法帖（1965年） - 芸者・玉菊
  - 社長えんま帖（1969年） - ふじ子
  - 続・社長えんま帖（1969年） - ふじ子
  - 社長学ABC（1970年） - 時岡マヤ
  - 続・社長学ABC（1970年） - 時岡マヤ
- 放浪記（1962年） - 日夏京子
- 忠臣蔵 花の巻・雪の巻（1962年） - 戸田の局
- クレージー映画
  - ニッポン無責任野郎（1962年） - 静子
  - 日本一の色男（1963年） - 雪桜
  - 花のお江戸の無責任（1964年） - おきん
  - 日本一のホラ吹き男（1964年） - 清水花江
  - ホラ吹き太閤記（1964年） - 瀬名（築山殿）
- 女の座（1962年） - 石川梅子（次女）
- 女に強くなる工夫の数々（1963年） - 中地洋子
- 女の歴史（1963年） - 木下静代
- 大盗賊（1963年） - 増尾
- 士魂魔道 大龍巻（1964年） - 秀月尼
- 乱れる（1964年） - 森田久子
- 暴れ犬（1965年） - 香住弘子
- 女の中にいる他人（1966年） - 加藤弓子
- 狸シリーズ
  - 狸の王様（1966年） - 玉置千代
  - 狸の休日（1966年） - 南田マチ子
- 乱れ雲（1967年） - 江田文子
- 日本海大海戦（1969年） - 東郷てつ[5]
- 初めての愛（1972年） - 芳子
- 石坂浩二の金田一耕助シリーズ
  - 犬神家の一族（1976年） - 犬神梅子
  - 悪魔の手毬唄（1977年） - 由良敦子
  - 獄門島（1977年） - お小夜
  - 女王蜂（1978年） - お富
  - 病院坂の首縊りの家（1979年） - 雨宮じゅん
  - 犬神家の一族（2006年） - 宮川香琴
- 挽歌（1976年） - 桂木あき子
- 姿三四郎（1977年） - お仙
- 火の鳥（1978年） - イヨ
- 幸福（1981年） - 舟津川良子[6]
- 湾岸道路（1984年） - 杉本郁子
- 櫂（1985年） - 女将・大貞
- それから（1985年） - 長井梅子
- 玄海つれづれ節（1986年） - 大峯俊江
- 極道の妻たちII（1987年） - 人橋松代
- 女帝 春日局（1990年） - 大姥局
- 首領になった男（1991年） - 吉川房江
- REX 恐竜物語（1993年） - 伊藤早苗
- 老親　ろうしん（2000年、パオ） - 鈴木まさ
- シベリア超特急2（2001年） - 楊玲玲
- 雪に願うこと（2006年） - 矢崎静子
- 沈まぬ太陽（2009年） - 恩地将江
- 武士の家計簿（2010年） - おばばさま
- デンデラ（2011年） - 三ツ矢メイ
- HOME 愛しの座敷わらし（2012年） - 高橋澄代
- 0.5ミリ（2014年） - 真壁静江
- 殿、利息でござる!（2016年） - きよ（十三郎の母）
- ばぁちゃんロード（2018年） - 高山キヨ
- ある船頭の話（2019年） - 狐の話をする女性
- 老後の資金がありません!（2021年） - 後藤芳乃[7]
- 九十歳。何がめでたい（2024年） - 主演・佐藤愛子[8]
- アイミタガイ（2024年）[9]
- アンジーのBARで逢いましょう（2025年） - 主演・アンジー[10]

### テレビドラマ

#### NHK総合
- 連続テレビ小説
  - 繭子ひとり（1971年） - 加野三輪子
  - 澪つくし（1985年） - 吉武とね
  - あぐり（1997年） - 上原世津子
  - どんど晴れ（2007年） - 加賀美カツノ
  - まれ（2015年） - ロベール幸枝
- 銀河テレビ小説
  - 若い人（1972年）
  - 天からやってきたねこ（1982年）
- 大河ドラマ
  - 元禄太平記（1975年） - お伝の方
  - 花神（1977年） - 野村望東尼
  - 草燃える（1979年） - 丹後局
  - 翔ぶが如く（1990年） - 由羅
  - 八代将軍吉宗（1995年） - 近衛煕子→天英院
  - 葵 徳川三代（2000年） - 北政所→高台院
  - 利家とまつ〜加賀百万石物語〜（2002年） - なか→大政所
  - 天地人（2009年） - トメ
  - 八重の桜（2013年） - ナレーション
  - 真田丸（2016年） - とり
  - 鎌倉殿の13人（2022年） - 比企尼
- 二十五年目の顔（1977年7月14日） - 大津あけみ
- 宮本武蔵（1984年） - お甲
- イキのいい奴（1988年） - 中岡熊子
- ドラマ新銀河
  - トーキョー国盗り物語（1993年）
  - ゆっくりおダイエット（1994年） - 高橋たみ子
- マッチポイント!（2000年） - 倉田和歌子
- 蝉しぐれ（2003年） - ナレーション
- 昨日の友は今日の敵?（2004年） - 日高早苗
- セカンドバージン（2010年） - 眞垣秀月
- さよなら、アルマ（2010年） - 朝比奈カツ
- 55歳からのハローライフ（2014年） - 小宮山智恵子
- 経世済民の男 （2015年） - 高橋喜代
- 運命に、似た恋（2016年） - 藤井灯
- ドラマ 東京裁判（2016年） - ナレーション
- 定年女子（2017年） - 深山登美子
- バカボンのパパよりバカなパパ（2018年） - 潤子ママ
- 戦争めし（2018年） - 佐藤みつ江 役[11]
- 特攻兵の幸福食堂（2021年） - 嶋田栄子 役[12]

#### 日本テレビ
- 細雪（1965年） - 蒔岡幸子
- 青春とはなんだ（1965年 - 1966年）
- 不信のとき（1968年） - 浅井道子
- 売らいでか!（1969年） - 神代里子
- 伝七捕物帳
  - 第2話「鬼娘の涙」（1973年） - 千鶴
  - 第26話「母娘かんざし」（1974年） - おさわ
- 天下のおやじ（1974年） - 津田邦子
- 熱中時代（1978年 - 1981年） - 天城綾子
- 熱中時代・刑事編 （1979年） - 竹林奈津子
- 若草学園物語（1983年） - 天城綾子
- 勝海舟（1990年） - 勝信子
- 柳生武芸帳（1990年 - 1992年） - 春日局
- 外科医有森冴子（2000年） - 有森千加子
- 警視庁鑑識班2004（2004年） - 中山加奈子
- たったひとつのたからもの（2004年） - 佐藤サトコ
- 真実の手記 BC級戦犯 加藤哲太郎「私は貝になりたい」（2007年） - 篠田サチエ
- 霧の火 樺太・真岡郵便局に散った九人の乙女たち（2008年） - 酒井栄子（現代）
- 幸福の黄色いハンカチ（2011年） - 照代
- 火曜サスペンス劇場
  - 「母の証言」（1985年4月30日） - 東堂多紀子
  - 「取調室」（2002年） - 汐見ユカ
  - 「軽井沢ミステリー」（2002年） - 吉田妙子
  - 「屋形船の女」（2003 ‐ 2004年） - 小松清美
- 火曜ドラマゴールド
  - 「伝説の美容師 山野愛子物語」（2006年） - 山野すえ

#### TBS
- 1・2・3と4・5・ロク 第1話「ロクが現れた」、第2話「二人の秘密」（1972年） - 玉川雪江
- 赤い靴（1972年 - 1973年）
- がんばれ!兄ちゃん（1973年） - 夏子おばさん
- ありがとう（1973年 - 1974年） - 君野右子
- バラ色の人生（1974年）
- 赤い衝撃（1976年 - 1977年） - 大山鈴代
- 結婚するまで（1976年 ‐ 1977年） - 真田清江
- すぐやる一家青春記（1977年） - 西沢千代
- 晴れのち晴れ（1977年 ‐ 1978年） - 鹿島艶子
- 一人来い二人来いみんな来い（1980年） - 泰子 （第12話のみの出演）
- 茜さんのお弁当（1981年） - 米持静
- 夜の花火（1981年） - 鳴海和代
- 年ごろ家族（1984年） ‐ 梶富子
- 代議士の妻たち（1988年） - 落合多喜
- おんなは一生懸命（1987年 - 1988年） - 立野君子（君香）
- 妻たちの鹿鳴館（1988年） - 井上武子
- 渡る世間は鬼ばかり（1991年3月28日 - 2005年） - 山口政子
- 平清盛（1992年） - 池禅尼
- デパート!秋物語（1992年） - 水田サチ
- 三十ふり袖（1993年） - お松
- 百年の物語（2001年） - 横山イト
- Et Alors－エ・アロール－（2003年） - 江波玲香
- 最高の人生の終り方〜エンディングプランナー〜（2012年） - 香川澄子
- SAKURA〜事件を聞く女〜（2014年） - 水沢ウメ
- ふつうが一番 —作家・藤沢周平 父の一言—（2016年） - 小菅たきゑ [13]
- 月曜ミステリー劇場
  - 浅見光彦シリーズ（2004年） - 丹野真実子
- 月曜ゴールデン
  - 浅見光彦シリーズ（2012年） - 溝越薫

#### 毎日放送
- 横溝正史シリーズ
  - 悪魔が来りて笛を吹く（1977年） - 椿秋子
  - 仮面舞踏会（1978年） - 鳳千代子

#### フジテレビ
- のれん繁昌記（1966年 - 1967年） - 中里綾子
- ぶらり信兵衛 道場破り 第44話「うちへおいでよ」（1974年）
- 痛快!河内山宗俊（1975年 - 1976年） - お滝
- 巨大熊との死闘 アラスカの白い牙（1980年3月）
- 大奥（1983年） - 飛鳥井
- 古都（1988年）
- 女も男もなぜ懲りない（1987年） - 片山邦子
- 銀色の恋文（1994年） - 真砂子久江
- グッドモーニング（1994年） - 天野玉枝
- 美女か野獣（2003年） - 楠本春子
- 結婚できない男  - 桑野育代 
  - 第1シリーズ（2006年）
  - まだ結婚できない男（2019年）
- 長生き競争!（2008年） - 綿谷規子
- 風のガーデン（2008年） - 上原春江
- 美しい隣人（2011年） - 矢野美津子
- 花の鎖（2013年） - 梨花の祖母（高野美雪）
- オリエント急行殺人事件（2015年） - 轟侯爵夫人
- 金曜プレステージ
  - 「赤い霊柩車シリーズ30」（2012年） - 二条路紅子
- その女、ジルバ（2021年） - 久慈きら子

#### テレビ朝日
- 霧の旗（1967年）※当時はNETテレビ
- 氷点（1971年） - 三井恵子
- お嫁に行きます (1973年のテレビドラマ)（1973年） - 北原夏子
- 遠山の金さん 第1シリーズ 第2話「	迷路に追い込め!!」（1975年） - お市
- 悪女について（1978年） - 烏丸瑶子
- 達磨大助事件帳（1978年） - おこま
- 遠山の金さん 第1シリーズ（1982年） - おふみ
- 天璋院篤姫（1985年） - 滝山
- 金さんVS女ねずみ（1998年） - 弥寿
- 流転の王妃・最後の皇弟（2003年） - 貞明皇后
- 菊次郎とさき（2003年 - 2005年） - 北野うし/ケテツの塚原
- 熟年離婚（2005年） - 豊原喜久枝
- てるてるあした（2006年） - 鈴木久代
- 天使の梯子（2006年） - 高野寿美子
- 相棒（2009年） - 二宮緑
- 樅ノ木は残った（2010年） - 慶月院
- おみやさん（2011年） - 川本ゆき
- 捜査地図の女（2012年） - 松原美冬
- ダブルス〜二人の刑事（2013年） - 横山妙子
- オリンピックの身代金（2013年） - 島崎梅子
- 土曜ワイド劇場
  - 「タクシードライバーの推理日誌32」（2013年） - 山田恵子
  - 「人類学者・岬久美子の殺人鑑定4」（2013年） - 天野郷子
- 化石の微笑み（2015年） - 井沢幸子
- 人間の証明（2017年） - 中山種
- 静おばあちゃんにおまかせ（2018年） - 高遠寺静
- パディントン発4時50分（2018年） - 天乃雀

#### 朝日放送
- 必殺シリーズ
  - 必殺必中仕事屋稼業（1975年） - おせい  ※最初の1クールはTBS系
  - 必殺仕置屋稼業（1975年） - オープニングナレーション
  - 必殺仕業人 第24話「あんたこの替玉をどう思う」（必殺シリーズ通算200回記念）（1976年） - 犬を連れた女性
  - 必殺からくり人・血風編（1976年） - おりく
  - 江戸プロフェッショナル・必殺商売人（1978年） - おせい

#### テレビ東京
- 三婆（1991年 - 1993年）
- 家康が最も恐れた男 真田幸村（1998年） - 寒松院
- 巨悪は眠らせない 特捜検事の逆襲（2016年） - 本郷登紀子

#### WOWOW
- なぜ君は絶望と闘えたのか（2010年） - 高橋広江
- 推定有罪（2012年） - 太田佳苗
- HOTEL -NEXT DOOR-（2022年9月10日 - 10月15日） - 大原舞子[14]

### 舞台
- オラトリオ『火刑台上のジャンヌ・ダルク』（1959年） - ジャンヌ・ダルク [15]
- 努力しないで出世する方法（1964年） - ローズマリー
- キス・ミー・ケイト（1966年）
- 朱雀門（1967年）
- 西鶴一代男（1969年）
- 宮本武蔵（1970年）
- ラ・マンチャの男（1969年・1970年） - アルドンサ
- 王様と私（1973年） - アンナ・レオノーウェンズ
- 東西女才覚 可愛い『おとこ』（1976年）
- ピピン（1976年）
- 大石内蔵助 おれの足音（1979年）
- 和宮様御留（1980年）
- 女たちの忠臣蔵（1980年）
- 泥棒家族（1981年）
- 光の彼方に（1981年）
- ジプシー（1982年）
- シカゴ（1983年） - ロキシー・ハート
- 結婚についての物語（1984年）
- 芝桜（1985年）
- 私はシャーリー・ヴァレンタイン（1991年 - 1996年）
- ロスト・イン・ヨンカーズ[注 2]（1992年・2013年） - ミセス・カーニッツ
- ラ・カージュ・オ・フォール（1993年） - ジャクリーヌ
- 白蓮れんれん（1995年）
- エイミィズ・ヴュ（1998年）
- この夏突然に（2000年）
- あかさたな（2001年）
- ペギーからお電話!?（2001年）
- Witウイット（2002年）
- 請願（2004年）
- 6週間のダンスレッスン（2006年・2007年・2008年・2014年） - リリー・ハンソン
- 肝っ玉おっ母とその子どもたち（2008年）
- グレイ・ガーデンズ（2009年）
- わたしの可愛いショパン〜ジョルジュ・サンドの手紙から〜（2010年） - 朗読
- 海の風景（2016年） - ナンシー
- りゅーとぴあ発 物語の女たちシリーズ第１１弾『白い犬とワルツを～私は白い犬～』（2016年） - 朗読

### 情報番組
- 光子の窓（1958年 - 1960年、日本テレビ） - 司会
- アフタヌーンショー（テレビ朝日）
- 23時ショー（テレビ朝日）

### ドキュメンタリー
- 兼高かおる世界の旅（1967年7月、TBS) -　兼高かおるの代理、イタリア・ローマの回
- ニュースウオッチ9 特集「最高齢のミュージカル女優・草笛光子」（NHK総合）
- 草笛光子 ウィーン芸術への旅～ニューイヤーコンサートに憧れて～（2019年12月27日、NHK Eテレ）

### 音楽番組
- 第50回NHK紅白歌合戦（1999年、NHK総合・ラジオ第1） - 審査員
- ウィーン・フィル ニューイヤーコンサート2020（2020年1月1日、NHK Eテレ）

### バラエティ番組
- クイズMONOものがたり（1988年、テレビ朝日）

### ラジオ
- ラジオ深夜便「ここに注目!八重の桜」（2012年12月 - 2013年11月、NHKラジオ第1・FM） - パーソナリティ

### テレビアニメ
- アガサ・クリスティーの名探偵ポワロとマープル（2004年、NHK総合） - オバルセン夫人
- 雪の女王（2005年、NHK総合） - アマンダ

### 吹き替え
- アガサ・クリスティー ミス・マープル2・3（2008年・2010年、NHK総合） - ミス・マープル

### CM
- 資生堂 企業CM（1961年。「光子の窓」内の生CM。ACC第1回TV生CM部門第2種 佳作）[16]
- 清酒大関（1975年）
- 日本コカ・コーラ「HI-C」 - 岡本信人と共演
- パオン「トリートメントカラー」
- 山一證券「日債銀 ワリシン」
- 養命酒（2000年）
- KDDI「簡単ケータイ W62PT 」（2008年）
- ショップジャパン
  - 「レッグマジックX」
  - 「楽ちんヒアリング」（充電式集音器）[17]
  - 「健康ステッパー  ナイスデイ」
- ACジャパン
- 雪印メグミルク「毎日骨ケアMBP」

### 配信ドラマ
- すべて忘れてしまうから（2022年9月14日 - 11月16日、Disney+） - Fの祖母 役[18][注 3]

### 配信映画
- 次元大介（2023年10月13日、Amazon Prime Video） - 矢口千春 役[19]

## 音楽作品

### シングル
- 忘却の花びら（1957年、日本コロムビア） - 映画「忘却の花びら」主題歌  A2688

### アルバム
- 光子の窓（1972年、東宝レコード） AX-4002

### その他
- 東宝株式会社社歌（高島忠夫、草笛光子）
  - 作詞：佐原文吾 作曲：古関裕而
- 行かないで 「なかにし礼と12人の女優たち」収録 （2015年1月21日、日本コロムビア） COCP-38957
- バラ色の人生 「なかにし礼と13人の女優たち」収録（2016年9月28日、日本コロムビア） COCP-39687

## 著作
- 光子の扉を開けて（1992年6月、読売新聞社）
- いつも私で生きていく（2012年5月、ベストセラーズ／2018年8月、小学館文庫（改訂版））- 文庫解説は中谷美紀
- 草笛光子のクローゼット（2018年3月、主婦と生活社）
- 草笛光子 90歳のクローゼット（2023年2月、主婦と生活社）
- きれいに生きましょうね　90歳のお茶飲み話（2024年5月、文藝春秋）

### 雑誌連載
- 婦人公論 草笛光子の「ありのままで」（2023年9月15日〈2023年10月号〉、中央公論新社）[20]

## 受賞・栄典
- 第7回日本映画批評家大賞・ゴールデングローリー賞（1998年）
- 紫綬褒章（1999年）
- 旭日小綬章（2005年）[21]
- 第29回松尾芸能賞・大賞（2008年）
- 第58回横浜文化賞（2009年）
- 第62回神奈川文化賞、第48回紀伊國屋演劇賞・個人賞（2013年）
- 第39回菊田一夫演劇賞・特別賞（2014年）
- 第42回山路ふみ子映画賞・山路ふみ子文化財団特別賞（2018年）
- 第45回日本アカデミー賞・優秀助演女優賞（2022年）[22]
- 第30回読売演劇大賞・芸術栄誉賞（2023年）[23]
- 第31回橋田賞・特別賞（2023年）[24]
- 文化功労者（2024年）[25]
- 第37回日刊スポーツ映画大賞・石原裕次郎賞 主演女優賞（2024年）[26]
- 第48回日本アカデミー賞 優秀主演女優賞（2025年）[27]
- 第34回日本映画批評家大賞 ダイヤモンド大賞（淀川長治賞）（2025年）[28]